# HD193151
HD193151 — хімічно пекулярна зоря спектрального класу A9, що має видиму зоряну величину в смузі V приблизно  6,7.
Вона  розташована на відстані близько 397,3 світлових років від Сонця.